# Vidnarjaure
Vidnarjaure är en sjö i Kiruna kommun i Lappland och ingår i Kalixälvens huvudavrinningsområde. Sjön har en area på 0,7 kvadratkilometer och ligger 467,1 meter över havet. Vidnarjaure ligger i Torne och Kalix älvsystem Natura 2000-område.